# Nagari Sirukam
Nagari Sirukam is een bestuurslaag in het regentschap Solok van de provincie West-Sumatra, Indonesië. Nagari Sirukam telt 5184 inwoners (volkstelling 2010).